# Prévondavaux
Prévondavaux (Prèvon d'Avô  en patois fribourgeois) est une localité et une commune suisse du canton de Fribourg, située dans le district de la Broye.

## Géographie
Selon l'Office fédéral de la statistique, Prévondavaux mesure 1,8 km2. 4,9 % de cette superficie correspond à des surfaces d'habitat ou d'infrastructure, 62,8 % à des surfaces agricoles, 32,2 % à des surfaces boisées et 0,0 % à des surfaces improductives.
Avec Surpierre, Prévondavaux fait partie d'un groupe de deux communes du canton de Fribourg enclavé dans le canton de Vaud. 
Prévondavaux est limitrophe des communes de Surpierre dans le canton de Fribourg, ainsi que de Lucens, Montanaire, Valbroye et Villars-le-Comte dans le canton de Vaud.

## Démographie
Selon l'Office fédéral de la statistique, Prévondavaux compte 101 habitants en 2022. Sa densité de population atteint 56 hab./km2.
Le graphique suivant résume l'évolution de la population de Prévondavaux entre 1850 et 2008 :